# ブラウン郡 (サウスダコタ州)
ブラウン郡（英: Brown County）は、アメリカ合衆国サウスダコタ州の北部に位置する郡である。2010年国勢調査での人口は36,531人であり、2000年の35,460人から3.0%増加した。郡庁所在地は州内第3位の都市アバディーン市（人口26,091人）であり、同郡で人口最大の町でもある。郡名はダコタ準州議会議員を務めたハッチンソン郡のアルフレッド・ブラウンに因んで名付けられた。
ブラウン郡はエドマンズ郡と共にアバディーン小都市圏を構成している。

## 地理
アメリカ合衆国国勢調査局に拠れば、郡域全面積は1,731平方マイル (4,483.3 km2)であり、このうち陸地は1,713平方マイル (4,436.6 km2)、水域は18平方マイル (46.6 km2)で水域率は1.05%である。

### 主要高規格道路
- アメリカ国道12号線
- アメリカ国道281号線
- サウスダコタ州道10号線
- サウスダコタ州道37号線

### 隣接する郡
- ディッキー郡 (ノースダコタ州) - 北
- サージェント郡 (ノースダコタ州) - 北東
- マーシャル郡 - 東
- デイ郡 - 南東
- スピンク郡 - 南
- フォーク郡 - 南西
- エドマンズ郡 - 南西
- マクファーソン郡 - 北西

### 国立保護地域
- サンド湖国立野生生物保護区

## 人口動態
以下は2000年の国勢調査による人口統計データである。
| 基礎データ - 人口: 35,460人 - 世帯数: 14,638 世帯 - 家族数: 9,324 家族 - 人口密度: 8人/km2（21人/mi2） - 住居数: 15,861軒 - 住居密度: 4軒/km2（9軒/mi2） 人種別人口構成 - 白人: 95.47% - アフリカン・アメリカン: 0.28% - ネイティブ・アメリカン: 2.72% - アジア人: 0.40% - 太平洋諸島系: 0.09% - その他の人種: 0.18% - 混血: 0.86% - ヒスパニック・ラテン系: 0.67% 先祖による構成 - ドイツ系：55.0% - ノルウェー系：12.7% 年齢別人口構成 - 18歳未満: 23.6% - 18-24歳: 11.6% - 25-44歳: 26.7% - 45-64歳: 21.9% - 65歳以上: 16.2% - 年齢の中央値:37歳 - 性比（女性100人あたり男性の人口） - 総人口: 93.3 - 18歳以上: 89.5 | 世帯と家族（対世帯数） - 18歳未満の子供がいる: 29.6% - 結婚・同居している夫婦: 52.8% - 未婚・離婚・死別女性が世帯主: 7.9% - 非家族世帯: 36.3% - 単身世帯: 30.8% - 65歳以上の老人1人暮らし: 12.1% - 平均構成人数 - 世帯: 2.32人 - 家族: 2.91人 収入と家計 - 収入の中央値 - 世帯: 35,017米ドル - 家族: 44,788米ドル - 性別 - 男性: 29,592米ドル - 女性: 20,445米ドル - 人口1人あたり収入: 18,464米ドル - 貧困線以下 - 対人口: 9.9% - 対家族数: 7.0% - 18歳未満: 10.3% - 65歳以上: 10.3% |

## 都市と町

### 都市
| - アバディーン - 郡庁所在地 - バース - バーナード - クレアモント - コロンビア - ファーニー - フレデリック - グロトン - ヘクラ - ヒュートン - ハフトン | - ジェイムズ - マンスフィールド、半分はブラウン郡に、半分はスピンク郡に入っている - オードウェイ - パットニー - ランドルフ - リッチモンド - ストラットフォード - バードン - ワーナー - ウィンシップ - ウェストポート |

### 郡区
郡は下記44の郡区に分けられている。
| - アバディーン - アリソン - ベイツ - バース - ブレイナード - カンブリア - カーライル - クレアモント - コロンビア - イーストハンソン | - イーストロンデル - フランクリン - フレデリック - ガーデンプレーリー - ガーランド - ジェム - グリーンフィールド - グロトン - ヘクラ - ヘンリー | - ハイランド - ランシング - リバティ - リンカーン - メルシエ - ニューホープ - ノースデトロイト - オネオタ - オードウェイ - オセオラ | - パルミラ - ポーテージ - プレーリーウッド - パットニー - ラビニア - リッチランド - リバーサイド - サボ - シェルビー - サウスデトロイト | - ワーナー - ウェストハンソン - ウェストポート - ウェストレンデル |